# 菩提祖师
菩提祖师，全名是須菩提祖师，《西游记》中人物，收孙悟空为徒，传授他七十二变，长生不老和筋斗雲的法门，但菩提祖師預知孫悟空一定會惹出是非，故要求孫悟空保密，絕不能提起師門狀況、習道往事。

## 简介
菩提祖师被描写为一个既精通道教也精通佛教的大仙形象：法力高深，弟子众多，教化广泛。山野之民，均受其教化。菩提祖师不仅渡人向道，也教一些强身健体，修心养性的方法给广大的民众，故深得一方尊敬。
原著第一回，向美猴王孫悟空指路的樵夫提到菩提祖師，孙悟空见到菩提祖师，书中描写到：

大觉金仙没垢姿，西方妙相祖菩提；

不生不灭三三行，全气全神万万慈。

空寂自然随变化，真如本性任为之；

与天同寿庄严体，历劫明心大法师。

澹漪子评曰：今观书中开卷即言心猿求仙学道，而所拜之仙，乃名须菩提祖师。按，须菩提为如来大弟子，神仙中初无此名号，即此可见仙即是佛，业已显然明白。而仙佛之道，又总不离乎一心，此心果能了悟，则万法归一，亦万法皆空，故未有悟能、悟净，而先有悟空，所谓成佛作祖，皆在乎此。《汇评证道西游记》宣稱：「证道本夹批，此即《金刚经》中之须菩提也。神仙、祖师合而为一，方是仙、佛同源。」
在佛教中，須菩提乃釋迦牟尼佛座下十大弟子之一，以瞭解空性聞名。佛教重要經典《金剛經》就是佛陀對須菩提所說的。

## 真实身份
- 如来佛祖说：一些人认为菩提祖师的真实身份是如来佛祖[3][來源可靠？]。在第34回中，孫悟空内心暗道：“我為人做了一場好漢，止拜了三個人：西天拜佛祖；南海拜觀音；兩界山師父救了我，我拜了他四拜。”此为孙悟空的内心想法，并不违反之前对须菩提祖师发誓，而孫悟空一入師門就拜了菩提祖師，因此，菩提祖師的真實身份是這三個人中的一個，如來是在菩提樹下成佛，因此，許多人懷疑菩提祖師就是如來佛祖。

- 观音菩萨说

- 太上老君说

- 如来师弟说

- 如来十大弟子之一须菩提说

- 作者自画像说[4][來源可靠？]

此外坊间还流传准提道人说、通天教主说（其混淆了《西游》和《封神》，以后写的小说解释之前的小说）。电视剧《宝莲灯》及其《前传》中出现了一个“玉鼎真人”，并且将其演绎成“菩提祖师”的前身或真身。